# Hofanlage Frankenburg 41
Die Hofanlage Frankenburg 41 in der niedersächsischen Gemeinde Lilienthal-Sankt Jürgen im Landkreis Osterholz stammt aus dem 19. Jahrhundert. Aktuell (2025) wird sie zum Wohnen und landwirtschaftlich genutzt.
Die Gebäude stehen unter Denkmalschutz (siehe auch Liste der Baudenkmale in Lilienthal).

## Geschichte und Beschreibung
Der Ortsteil St. Jürgen (Lilienthal) liegt nordwestlich des Kerns von Lilienthal und stammt aus dem 12. Jahrhundert.
Die Hofanlage besteht aus
- dem eingeschossigen giebelständigen Wohn- und Wirtschaftsgebäude von 1866 (Inschrift) als Vierständer-Hallenhaus in Backstein mit Satteldach, aufwändigem Mauerwerk mit Lisenen, Gesimsen, Giebel- und Ortgangverzierungen und ziegelgedecktem Satteldach, sowie Grooter Door mit Korbbogen,[2]
- der eingeschossigen giebelständigen Scheune von um 1850 in Fachwerk mit Steinausfachungen, ziegelgedecktem Walmdach und zwei Querdurchfahrten,[3]
- dem Stall vom Ende des 19. Jahrhunderts als Fachwerkbau mit Steinausfachungen und Satteldach.[4]

Das Landesdenkmalamt befand u. a.: „… frühes Beispiel eines massivierten Hallenhauses in Backstein … .“